# أسماك حليبية
الأسماك الحليبية هي رتبة من الأسماك شعاعيات الزعانف تشمل مصدر الغذاء المهم، أسماك السلماني، وعدد من الأنواع أقل شهرة، الأسماك البحرية وأسماك الماء العذب.
تمتلك الأسماك الحليبية فمًا صغيرًا وليس لديها أسنان. وهي تعد المجموعة الوحيدة في الفرع الحيوي للأنوتوفيزيات، وهي مجموعة فرعية من الرتبة الفرعية عظيميات المثانة. وتتميز بوجود جهاز ويبر طبيعي تكوِّنه أول ثلاث فقرات وواحدة من الأضلاع الرأسية أو أكثر في الرأس. ويُعتقد أن هذا الجهاز عضو سمعي، ويوجد في أشكال أكثر تطورًا وتعقيدًا في الأسماك الشبوطية مثل سمك الشبوط. ومثل الأسماك شبوطية الشكل، تنتج الأسماك الحليبية أيضًا مادةً من الجلد عندما يتم جرحها وهي مادة تذوب في الماء وتمثل علامة إنذار للأسماك الأخرى.